# Велики повратак
Велики повратак (енгл. The Way Back) је амерички спортско-драмски филм из 2020. године редитеља Гавина О'Конора и сценаристе Бреда Ингелсбаја. Улоге играју Бен Афлек, Ал Мадригал, Мајкела Воткинс и Џанина Гаванкар и прати алкохолисаног грађевинског радника који је регрутован за главног тренера кошаркашког тима у средњој школи коју је похађао.
Филм је биоскопски објављен 6. марта 2020. године у Сједињеним Државама, од стране Warner Bros. Pictures-а. Као одговор на пандемију ковида 19 која је довела до затварања биоскопа широм света, Warner Bros је филм учинио доступним за дигитално власништво 24. марта 2020. године. Филм је добио генерално позитивне критике критичара, а Афлеков наступ је добио похвале. Међутим, филм је на благајнама страдао због ковида 19, јер је у биоскопима био само две недеље. Филм је требао бити биоскопски објављен у Србији, од стране Blitz-а. Међутим, због пандемије ковида 19 која је довела до затварања биоскопа у Србији, филм је дигитално објављен 27. марта 2021. године на HBO Go-у.

## Радња
Џек Канингхам (Бен Афлек) је некада имао перспективан живот. У средњој школи је био кошаркашки таленат са пуном универзитетском стипендијом, али је изненада, из непознатих разлога, напустио кошарку и одустао од светле будућности. Годинама касније, Џек се бави послом који га не испуњава и тоне у алкохолизам који га је коштао брака и шансе за бољи живот. Када добије понуду да тренира кошаркашки тим у својој старој средњој школи, која далеко заостаје за некадашњим данима славе, он нерадо прихвати посао. То је одлука која, пре свега, изненади њега самог. Када момци почну да се зближавају као тим и побеђују, Џек има шансу да пронађе разлог да се суочи са демонима који су га избацили из колосека. Али, да ли ће то бити довољно да испуни празнину и залечи дубоке ране из прошлости?

## Улоге
| Глумац          | Улога         |
| --------------- | ------------- |
| Бен Афлек       | Џек Канингхам |
| Ал Мадригал     | Ден           |
| Мајкела Воткинс | Бет           |
| Џанина Гаванкар | Анџела        |
| Глин Тарман     | Док           |
| Тод Сташвик     | Курт          |
| Брендон Вилсон  | Брендон Дарет |
| Чарлс Лот Млађи | Чабс Хендрикс |
| Вил Роп         | Кени Дејвс    |
| Хејс Макартур   | Ерик          |
| Рејчел Карпани  | Дајен         |
| Марлин Форт     | Гејл          |
| Крис Бруно      | Сал Десанто   |
| Ден Лорија      | Гери Норис    |